# عاريات بلا خطيئة (فلم)
فيلم سينمائي سوري من إنتاج العام 1967 

## قصة الفيلم
(سهير) و(سلمى) و(حنان) ثلاث شقيقات مات والدهن، تتزوج سهير من (حمدي) العربيد وصار سيد البيت، تصاب (سهير) في حادث، وتسعى (حنان) إلى العمل، وتهرب (سلمى) بعد أن حاول (حمدي) مغازلتها، تموت (سهير) بعد أن يسرق زوجها من مالها، تعمل (سلمى) خادمة، تتعرف (حنان) على امرأة تدعى (عواطف) تدفعها إلى ممارسة الدعارة في المجتمعات الراقية، وتقع في حب (أمين) شاب ثري يرفض أبوه أن يزوجها منه لماضيها، فيهرب الشاب إلى أوروبا، تلتقي (حنان) مع شقيقتها (سلمى) وتعملان في الملهى الليلى، تصدم سيارة (سلمى)، وتموت مما يصدم أختها، يندم حبيبها القديم (أمين)، ويرق قلبه لها، ويوافق الأب على الزواج بعد أن عرف معدن حبيبة إبنه .

## فريق العمل
- قصة وحوار: إغراء[4]
- سيناريو وإخراج: كوستانوف
- إنتاج: أفلام فتنة وإغراء
- توزيع: فائز علاء الدين
- مخرج مساعد: صالح الحايك
- مدير التصوير: إبراهيم الشامات
- مدير الإنتاج: فائز علاء الدين
- تصوير: أحمد عرفان
- صوت: زهير فهمي
- مونتاج: أحمد الطوخي

## أغاني الفيلم
| إسم الأغنية    | كلمات           | ألحان          | غناء         |
| -------------- | --------------- | -------------- | ------------ |
| يا شمعة بالدار | نظمي عبد العزيز | إبراهيم جودت   | دلال الشمالي |
| لوين لوين      | عبد الغني الشيخ | عبد الفتاح سكر | فهد بلان     |
| النسيم الأخضر  | عبد الفتاح سكر  | عبد الفتاح سكر | فهد بلان     |
| طاير طاير      | عبد الغني الشيخ | عبد الفتاح سكر | فهد بلان     |

## بطولة
- فهد بلان (سمير)
- إغراء (حنان)
- دلال الشمالي[5]
- محمد خير حلواني
- نصير قرطباوي
- جوزيف جبرائيل
- أمينة شعبان
- أنطوانيت نجيب
- أديب شحادة
- محمود جركس
- عبد السلام الطيب
- سعدو النعنع
- يوسف دهني
- ممدوح الخواجة
- أنور المرابط
- شارلوت رشدي
- فيحاء صالح
- عبد العزيز صايغ
- عبد الله النشواتي
- أحمد الطرابيشي
- نهاد الريحاني